# Gare de Bellain
La gare de Bellain est une gare ferroviaire luxembourgeoise de la ligne 1, de Luxembourg à Troisvierges-frontière, située au village de Hautbellain sur le territoire de la commune de Troisvierges, dans le canton de Clervaux.
C'était une halte voyageurs de la Société nationale des chemins de fer luxembourgeois (CFL), avant sa fermeture en 1998.

## Situation ferroviaire
Établie à 471 mètres d'altitude, la gare de Bellain est située sur la ligne 1 de Luxembourg à Troisvierges-frontière, entre les gares de Gouvy en Belgique et Troisvierges.

## Histoire
La station de Bellain est mise en service par la Compagnie des chemins de fer de l'Est, l'exploitant des lignes de la Société royale grand-ducale des chemins de fer Guillaume-Luxembourg, lors de l'ouverture à l'exploitation de la section de Troisvierges à la frontière belge le 20 décembre 1867.
La gare est fermée le 22 mai 1998. Le quai a été détruit.

## Service des voyageurs
Gare fermée depuis le 22 mai 1998. Le Régime général des transports routiers continue de desservir le village.